# Trégomeur
Trégomeur (bret. Tregonveur) – miejscowość i gmina we Francji, w regionie Bretania, w departamencie Côtes-d’Armor.
Według danych na rok 1990 gminę zamieszkiwały 682 osoby, a gęstość zaludnienia wynosiła 66 osób/km² (wśród 1269 gmin Bretanii Trégomeur plasuje się na 728. miejscu pod względem liczby ludności, natomiast pod względem powierzchni na miejscu 823.).